# 沙博內勒峰

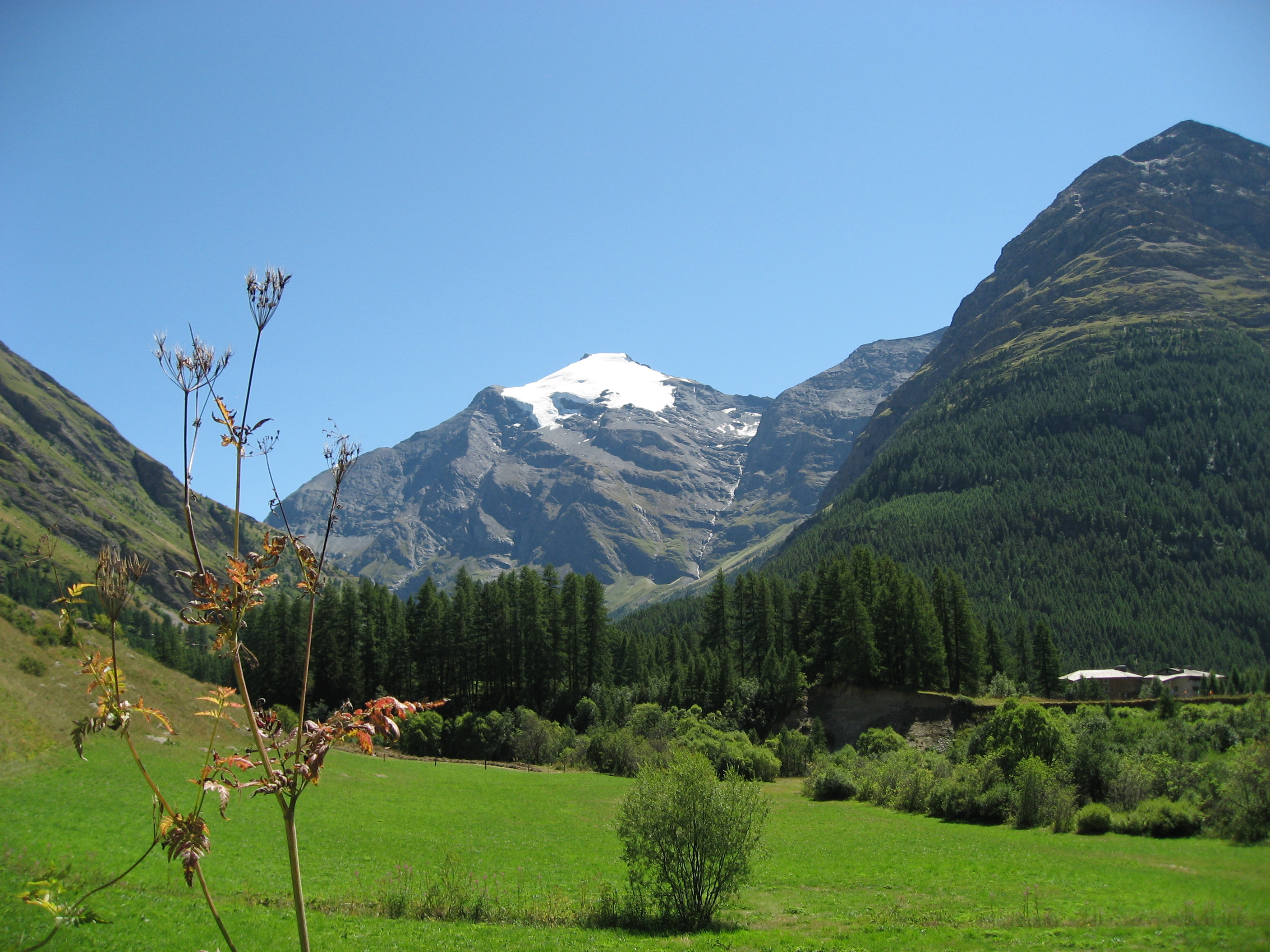

45°16′51″N 07°03′20″E / 45.28083°N 7.05556°E
沙博內勒峰（法語：Pointe de Charbonnel），是法國的山峰，位於該國東南部，由薩瓦省負責管轄，屬於格拉耶山的一部分，海拔高度3,752米，每年平均降雨量1,287毫米。